# پری پتی
پریش پری پتی (انگلیسی: Parish Perry Petty؛ زادهٔ ۵ اوت ۱۹۸۸) یک بازیکن بسکتبال اهل ایالات متحده آمریکا است که در حال حاضر در تیم شهرداری گرگان در لیگ برتر بسکتبال ایران بازی می‌کند. وی همچنین سابقه بازی در تیم فاروس لاریس در لیگ بسکتبال یونان را نیز به همراه دارد. پری پتی در تایخ ۱۱ آبان ۱۳۹۷ با عقد قراردادی یکساله به تیم شهرداری گرگان پیوست. پری پتی در سال اول حضور خودش در ایران به همراه تیم شهرداریِ گرگان توانست به مقام نائب قهرمانی لیگ برتر بسکتبال ایران برسد و جایزه ارزشمندترین بازیکن فصل را تصاحب کند. او همچنین با شهرداری گرگان قهرمان لیگ بسکتبال ایران شده‌است.

## جستارهای ویژه
- ESPN.com Profile
- Eurobasket.com Profile